# Changde Airport
Changde Airport är en flygplats i Kina. Den ligger i provinsen Hunan, i den södra delen av landet, omkring 150 kilometer nordväst om provinshuvudstaden Changsha. Changde Airport ligger 39 meter över havet.
Runt Changde Airport är det tätbefolkat, med 511 invånare per kvadratkilometer. Närmaste större samhälle är Changde, 14,6 km norr om Changde Airport. Trakten runt Changde Airport består till största delen av jordbruksmark.
Genomsnittlig årsnederbörd är 1 808 millimeter. Den regnigaste månaden är maj, med i genomsnitt 302 mm nederbörd, och den torraste är december, med 45 mm nederbörd.